# “鸟不是真的”论

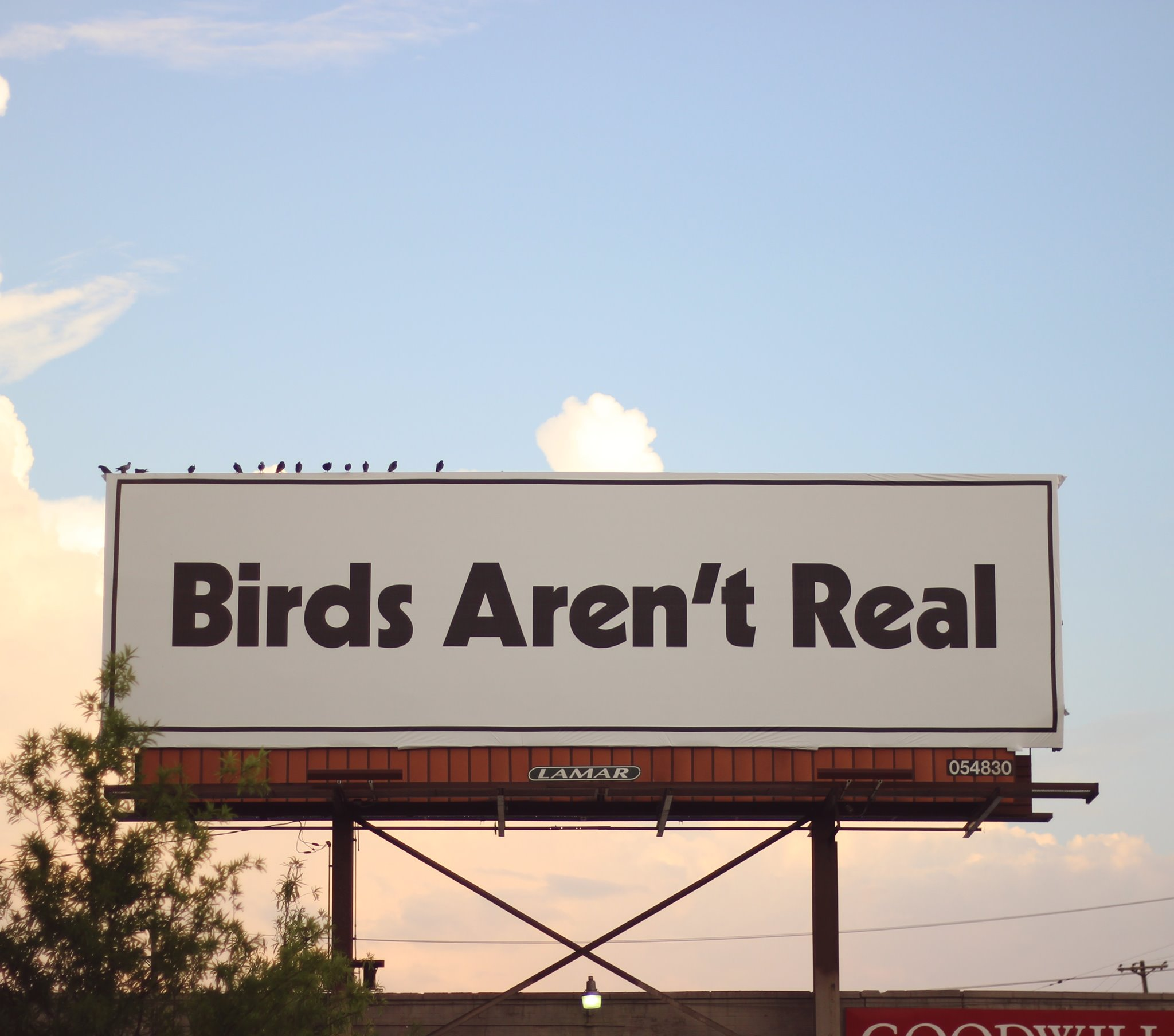
美国田纳西州孟菲斯的一个广告标语，宣扬“鸟不是真的”

“鸟不是真的”论或“鸟不是真的”运动，是源自美国的，由彼得·麦肯多缔造的讽刺性阴谋论与社会运动。该理论名义上认为现今世界上“真正的鸟类”早已于20世纪50年代，在美国中情局主导下被人为的灭绝。而现今的那些在空中飞翔着的小鸟只是被政府改装的鸟类无人机，用以监视美国人民的生活。美国记者瑞秋·罗伯茨将该理论描述为“一场成千上万人参与的玩笑”

## 背景
该阴谋论缔造者是彼得·麦肯多，出生于1997年。他称在2017年1月某日路过田纳西州孟菲斯的一场有关唐纳德·川普的集会上临时起意，撕开路边的广告牌，并在空白面写上“鸟不是真的”几个字，高举该标语加入游行队伍中。随后该运动在美国社会引起了广泛回应，尤其是Z世代年轻人。在2017年，麦肯多曾在Instagram上提到“数月以前，我发起了一个讽刺性的（阴谋论）运动，人们好像挺喜欢他的。”尽管他之后否定这个贴文出自他手，称“这是一名前工作人员因被解雇而怀恨在心的恶作剧”。直至2021年，麦肯多接受媒体《纽约时报》专访时才正式否定该理论的真实性。该理论首次受到媒体关注是在阿肯色州立大学的妇女游行中，当时麦肯多及其追随者高举“鸟不是真的”标语。
该理论的主声称世界上的鸟类在1959年至1971年期间被美国联邦政府灭绝，并由无人机替代：不过具体内容仍相当“多元”。该理论认定，现今所谓的“鸟类”（即无人机）栖息在电线上的目的为“充电”，而排泄在汽车上的鸟粪是一种特殊的追踪方法。同时此理论也作为美国前总统甘迺迪遇刺身亡的几个阴谋论解释之一，声称“肯尼迪是因不愿意配合中情局灭绝鸟类而被刺杀”

## 回应
该理论随后引起美国联邦政府的回应，其通过美国消费者产品安全委员会的推特官方账户上回应称“鸟就是真的”。2022年1月6日，麦肯多在接受芝加哥WGN9电视台的现场采访时再一次重申该理论并不真实。《广告周刊》报道这运动是一个“显然的玩笑”，麦肯多随后戏称此乃“对真相的打压”。